# Al McKay
Al McKay, né le 2 février 1948 à La Nouvelle-Orléans, est un guitariste, auteur-compositeur et producteur de disques américain. 
Il est un ancien membre du Watts 103rd Rhythm Street Band et du groupe Earth, Wind and Fire, avec lequel il a été intronisé au Rock and Roll Hall of Fame en 2000. Il est aujourd'hui à la tête de son propre groupe, les Al McKay Allstars,.

## Biographie
Albert Phillip McKay est né et a grandi à La Nouvelle-Orléans, en Louisiane, aux États-Unis. Son premier contrat professionnel a été celui de guitariste pour la Ike & Tina Turner Revue. Il est ensuite devenu membre du Watts 103rd Rhythm Street Band. McKay a ensuite rejoint le groupe Earth, Wind and Fire en 1973. Il quitte le groupe en 1981.
McKay se produit depuis les années 1980 avec son groupe, The Al McKay Allstars, dans le cadre d'un spectacle intitulé « The Earth, Wind & Fire Experience ». En 2001, le groupe a sorti un album studio intitulé Al Dente. Un album live intitulé Live at Mt. Fuji est également sorti en 2003,.

### Autres collaborations
McKay a également joué sur l'album In a Special Way de Gene Harris en 1976, sur l'album Comin' Through d'Eddie Henderson en 1977, sur les  albums Shout It Out (1977), Patrice (1978), Pizzazz (1979) et Posh (1980) de Patrice Rushen. En outre, McKay a participé à l'album Routes de Ramsey Lewis en 1980, à l'album Magic Windows de Herbie Hancock en 1981 et à l'album Ladies of the Eighties de A Taste of Honey en 1982. McKay a également coproduit l'album Truly for You des Temptations en 1984, et Always in the Mood de Shirley Jones en 1986.
Il a ensuite participé à l'enregistrement de l'album Just Between Us de Norman Brown en 1992 et de celui de l'album Sky Islands de Ramsey Lewis en 1993,.

## Discographie

### Albums
Al McKay Allstars
- 2001 : Al Dente
- 2003 : Live at Mt. Fuji Jazzfestival 2002
- 2005 : The Earth Wind & Fire Experience

### Singles
- 1966 : Rubber Legs / Bear Meetin' (avec The Turbans)[4]